# Лепотр, Жан
Жан Лепотр (фр. Jean le Pautre; 1618, Париж — 2 февраля 1682[…], Париж) — выдающийся французский архитектор-декоратор, проектировщик мебели, рисовальщик-орнаменталист и гравёр «большого стиля» Людовика XIV, старший брат архитектора Антуана Лепотра.
Родился в семье столяра Адриана Лепотра. Юный Жан был учеником плотника и строителя Адама Фелиппона. В процессе обучения слесарным и строительным приёмам он сумел развить в себе навыки работы в рисунке и офорте. Жан Лепотр, наряду с Шарлем Лебреном, считается одним из главных создателей «большого стиля» Короля-Солнце Людовика XIV, сочетающего формы классицизма и барокко. Как и другие выдающиеся рисовальщики-орнаменталисты французского искусства: Ж.-А. Дюсерсо, Ж.Берен, Д. Маро, Лепотр сумел создать в рамках большого исторического стиля свой собственный стиль и оригинальную манеру. Декоративные композиции, созданные Лепотром, захватывают необычайной смелостью композиции, фантазией, богатством орнаментальных форм, иногда кажущихся слишком пышными и тяжеловесными, перегруженными деталями, но таков был стиль. Лепотр группировал свои фантазии по темам и издавал в виде сборников офортов.
Сброшюрованные в одну четвёртую листа, значительные по толщине (до трёхсот листов толстой офортной бумаги), подлинные оттиски распространялись среди художников и любителей искусства. Их названия были просты: «Фонтаны и камины», «Вазы», «Детали мебели», «Плафоны», «Бордюры», «Резные панели и обрамления зеркал», «Ювелирные изделия». Альбомы Лепотра в XIX веке на международных аукционах приобретали художественно-промышленные музеи, училища и библиотеки в качестве учебных пособий для мастеров и «учёных рисовальщиков» для промышленности. В частности, восемь альбомов Лепотра были приобретены А. А. Половцовым для Училища технического рисования барона Штиглица в Санкт-Петербурге.
Одним из первых Лепотр стал использовать орнамент бандельверк из переплетающихся лент и бантов (нем. Band — повязка, лента и Werk — работа). Лепотр сочетал бандельверки с традиционными акантами, картушами, ренессансными раковинами и цветочными гирляндами, невероятными архитектурными конструкциями, мифологическими фигурами и сказочными существами. Всего за свою жизнь Жан Лепотр создал более двух тысяч гравюр.
Жан Лепотр делал рисунки для Королевской Мануфактуры Гобеленов, выполнял эскизы орнаментального декора для мебельной мастерской Андре Шарля Буля. С 1677 года был членом Королевской Академии архитектуры. Младший брат Жана — Антуан Лепотр (1621—1679) — архитектор «большого стиля». Сын Жана — Пьер Лепотр (1659—1744) — скульптор. Другой сын — Жак Лепотр (? — 1684), гравёр.

## Офорты Жана Лепотра
- Бассейн Латоны в парке Версаля. 1678
- Два Сатира. 1645
- Переход через Красное море
- Композиция с вазой
- Ассунта (Вознесение Мадонны)
- Из серии «Вазы». Офорт Ф. де Пуайи по рисунку Ж. Лепотра
- Из серии «Вазы». Офорт Ф. де Пуайи по рисунку Ж. Лепотра
- Ваза
- Ваза в картуше
- Проект алтаря
- Два фриза с морскими созданиями
- Проект панно на «римскую тему». Два варианта
- Сатир и сфинкс. Проект панно